# Charlotte MacLeod
Pour les articles homonymes, voir MacLeod.
Charlotte MacLeod, née le 12 novembre 1922 à Bath, dans la province du Nouveau-Brunswick, au Canada, et morte le 14 janvier 2005 à Lewiston, dans l'État du Maine, aux États-Unis, est une autrice américaine de roman policier et de littérature d'enfance et de jeunesse. Elle a également signée deux série policières se déroulant au Canada sous le pseudonyme de Alisa Craig.

## Biographie
Ses parents émigrent aux États-Unis  alors qu’elle a à peine un an, mais elle n’est naturalisée américaine qu’en 1951. Elle fait ses études supérieures au Art Institute of Boston (en). Au tournant des années 1940 et 1950, elle travaille comme rédactrice de publicité pour des magasins de Boston, avant d’entrer dans une agence de publicité où elle deviendra vice-présidente. Elle prend sa retraite en 1982.
En marge de ses activités professionnelles, elle écrit des nouvelles policières et fait paraître un roman de littérature d'enfance et de jeunesse, The Fat Lady's Ghost, en 1968, suivi d'un second, Ask Me No Questions en 1971. Elle publie toutefois sur une base régulière qu’à partir des années 1980. Son œuvre appartient au sous-genre du cosy mystery qui évite sexe et violence, traitant le meurtre et ses conséquences sur un ton humoristique, tout en mettant en scène des détectives amateurs sympathiques et des personnages secondaires excentriques. Cette formule se retrouve dans ses deux principales séries : celle de Peter Shandy, professeur en horticulture du collège (fictif) de Balaclava, et celle du spécialiste et investigateur en vol d'œuvres d'art Max Bittersohn et de sa femme Sarah Killing. Au début de cette dernière série, les deux héros ne sont que de bons amis, Sarah étant une jeune veuve issue d'une riche famille bostonienne. Dans Le Miroir de Bilbao (1983), ils se rendent à la maison de campagne de Sarah pour y découvrir un superbe miroir antique, apparu là on ne sait comment.  Max appelle la police, mais devant son incompétence, lui et Sarah devront faire leur propre enquête. Dans certains romans, l’un ou l’autre des protagonistes apparaît seul. Ainsi dans The Convivial Codfish (1984), Max se charge de découvrir le meurtrier de son récent oncle par alliance, Jeremy Kelling. Au contraire, dans The Odd Job (1985), Max séjournant en Argentine, Sarah ne peut compter que sur elle-même pour démasquer l’assassin du directeur d’un musée d’art de Boston.
Charlotte MacLeod, qui a également publié une biographie de Mary Roberts Rinehart en 1994, vit ses dernières années avec ses trois chats dans le Maine. Atteinte de la maladie d’Alzheimer, elle meurt en 2005.

## Œuvre

### Romans

#### SérieProfesseur Peter Shandy et Helen Shandy
- Rest You Merry (1978)
- The Luck Runs Out (1981)
- Wrack and Rune (1982)
- Something the Cat Dragged In (1984)
- The Curse of the Giant Hogweed (1985)
- The Corpse in Oozak's Pond (1987)
- Vane Pursuit (1989)
- An Owl Too Many (1991)
- Something in the Water (1994)
- Exit the Milkman (1996)

#### SérieMax Bittersohn et Sarah Kelling
- The Family Vault (1980)
- The Withdrawing Room (1981) Publié en français sous le titre Le dernier salon où l’on meurt, Paris, Librairie des Champs-Élysées, Le Masque no 2365, 1998
- The Palace Guard (1982)
- The Bilbao Looking Glass (1983) Publié en français sous le titre Le Miroir de Bilbao, Paris, Librairie des Champs-Élysées, Le Masque no 2396, 1998
- The Convivial Codfish (1984)
- The Plain Old Man (1985)
- The Recycled Citizen (1988)
- The Silver Ghost (1988)
- The Gladstone Bag (1989)
- The Resurrection Man (1992)
- The Odd Job (1995)
- The Balloon Man (1998)

#### Romans de littérature d'enfance et de jeunesse
- The Fat Lady's Ghost (1968)
- Ask Me No Questions (1971)
- Cirak's Daughter (1982)
- Maid of Honor (1984)

#### Série policièreMadoc Rhys de laGendarmerie royale du Canadasignée Alisa Craig
- A Pint of Murder (1980)
- Murder Goes Mumming (1981)
- A Dismal Thing to Do (1986)
- Trouble in the Brasses (1989)
- The Wrong Rite (1992)

#### Série policièreDittany Henbit et Osbert Monksignée Alisa Craig
- The Grub-and-Stakers Move a Mountain (1981)
- The Grub-and-Stakers Quilt a Bee (1985)
- The Grub-and-Stakers Pinch a Poke (1988)
- The Grub-and-Stakers Spin a Yarn (1990)
- The Grub-and-Stakers House a Haunt (1993)

#### Autre roman policier signé Alisa Craig
- The Terrible Tide (1985)

### Nouvelles

#### Recueils de nouvelles
- Grab Bag  (1987), contient 2 nouvelles avec Max Bittersohn et Sarah Kelling, et une avec Peter Shandy.
- It Was an Awful Shame and Other Stories (2002), réédition de Grab Bag, augmentée de trois nouvelles, dont une avec Max Bittersohn et Sarah Kelling

#### Nouvelles isolées
- The Unlike Demise of Cousin Claude (1985) Publié en français sous le titre L’Invraisemblable Décès du cousin Claude, dans Mystères 87. Les Dernières Nouvelles du crime, Paris, LGF, Le Livre de poche no 6365, 1987
- The Beaird-Wynnington Dirigible Airship (1986) Publié en français sous le titre Schocking !, Paris, LGF, Alfred Hitchcock magazine 2e série no 32, 1992 ; réédition dans Un sport de bon rapport, Paris, Librairie des Champs-Élysées, Le Club des Masques/Alfred Hitchcock no 1016, 1992
- A Long Time Sitting (1992) Publié en français sous le titre Une si longue présence, Paris, Joëlle Losfeld, 1994 ; réédition, Paris, Payot/Rivages, Rivages/Mystère no 28, 1998

### Autres publications
- Had She But Known: A Biography of Mary Roberts Rinehart (1994)
- Charlotte MacLeod Remembered: Letters from Charlotte (2011), publication posthume

## Prix et distinctions
- Prix Nero 1987 décerné à The Corpse in Oozak's Pond
- Lifetime Achievement Award 1992 au Bouchercon XXIII (en) pour l’ensemble de son œuvre.